# 19 Puppis
19 Puppis (19 Pup) es una estrella en la constelación de Puppis, la popa del Argo Navis, de magnitud aparente +4,73.
Se encuentra a 177 años luz del sistema solar.
19 Puppis es una gigante naranja de tipo espectral K0III con una temperatura efectiva entre 4932 y 5028 K.
Con un diámetro 9 veces más grande que el diámetro solar, su tamaño es ligeramente menor que el de otras gigantes análogas como Pólux (β Geminorum) o Nash (γ2 Sagittarii).
Brilla con una luminosidad 39 superior a la del Sol.
19 Puppis exhibe un contenido metálico comparable al solar, estando comprendido su índice de metalicidad [Fe/H] entre -0,03 y +0,06.
Muestra una abundancia de litio A(Li) = 1,03.
Su masa es incierta; un estudio le otorga una masa de 2,4 masas solares, mientras que para otro su masa puede estar entre 1,26 y 4,50 masas solares, dependiendo del método de estimación utilizado.
En cuanto a su edad, ésta se halla comprendida entre 645 y 1090 millones de años.
Como la mayor parte de las estrellas de nuestro entrono, es una estrella del disco fino.
19 Puppis parece ser una estrella binaria. La acompañante, de magnitud aparente +11,2, está separada visualmente 2,1 segundos de arco de la estrella principal.